# Gazociąg Południowy
Gazociąg Południowy (ang. South Stream) – planowany gazociąg o przepustowości 63 mld m³, który miałby przeciąć Morze Czarne, łącząc wybrzeża Rosji i Bułgarii. Gazprom ma zamiar przesyłać I nitką gaz przez Serbię na Węgry i do Słowenii i Austrii. II nitką ma być przesyłany gaz przez Grecję do Włoch. Gazprom w lutym 2009 roku ogłosił przesunięcie uruchomienia gazociągu na rok 2014 lub 2015, a w październiku 2010 roku na 2018 rok.
Wybudowanie Gazociągu Południowego (oraz Gazociągu Północnego) posłużyłoby Rosji do zmniejszenia jej zależności od państw tranzytowych z Europy Środkowej i Wschodniej (Ukraina, Białoruś, Polska), co sprzyjałoby zwiększeniu asertywności jej polityki energetycznej wobec państw regionu. Zdaniem ekspertów Ośrodka Studiów Wschodnich korzyści ekonomiczne związane z budową gazociągu są wątpliwe. Całkowite jego koszty wraz z infrastrukturą pomocniczą szacuje się na 25 mld USD.
W marcu 2014 włoska firma Sipem podpisała kontrakt na budowę pierwszej nitki podwodnego odcinka gazociągu, kontrakt na dostawę rur trafił do firm japońskich i rosyjskich.
29.04.2014 austriacki koncern energetyczny OMV podpisał list intencyjny dotyczący budowy austriackiego odcinka gazociągu South Stream.
08.06.2014 Premier Bułgarii Płamen Oreszarski wstrzymał rozpoczęcie budowy bułgarskiego odcinka gazociągu South Stream.
W maju 2016, w trakcie wizyty w Grecji, prezydent Federacji Rosyjskiej podtrzymał zainteresowanie rurociągiem South Stream lub innym rosyjskim łącznikiem, przez Grecję, który jednak mógłby być realizowany dopiero w wypadku powstania sprzyjających okoliczności rynkowych. Kilka dni wcześniej rozpoczęto budowę greckiego odcinka gazociągu TAP i ogłoszone podpisanie grecko-bułgarskiego porozumienia o budowie w Aleksandropolis wspólnego terminalu LNG.

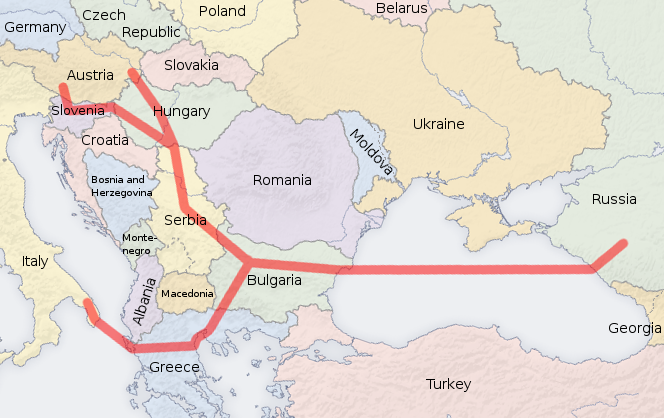
Planowany przebieg Gazociągu Południowego

## Historia inwestycji
20 grudnia 2006 roku, jeszcze przed oficjalnym ogłoszeniem projektu Gazociągu Południowego, zostało podpisane pierwsze porozumienie pomiędzy Rosją i Serbią, Gazprom i serbski państwowy koncern energetyczny Srbijagas ustaliły, iż należy przeprowadzić badania nad możliwościami budowy gazociągu przebiegającego z Bułgarii do Serbii.
23 lipca 2007 roku został ogłoszony projekt Gazociągu Południowego, dyrektor naczelny włoskiego koncernu energetycznego Eni – Paolo Scaroni wraz z wiceprezesem zarządu Gazpromu – Aleksandrem Miedwiediewem podpisali w Rzymie protokół ustaleń dot. konstrukcji gazociągu.
22 listopada 2007 roku Gazprom oraz Eni podpisały w Moskwie porozumienie w sprawie utworzenia spółki mającej przeprowadzić marketingowe i techniczne studia wykonywalności projektu.
18 stycznia 2008 roku zostało podpisane wstępne porozumienie pomiędzy Rosją i Bułgarią na temat udziału Bułgarii w projekcie. Ustalono, że należy utworzyć wspólną firmę, która zajęłaby się budową i obsługą bułgarskiej części gazociągu.
18 stycznia 2008 roku w Szwajcarii została zarejestrowana spółka South Stream AG, której równorzędnymi udziałowcami są Gazprom i Eni.
25 stycznia 2008 roku Rosja i Serbia podpisały porozumienie dot. budowy północnej części Gazociągu Południowego na terytorium Serbii i utworzenia wspólnej firmy mającej za zadanie budowę serbskiego odcinka gazociągu oraz magazynu gazu w pobliżu miejscowości Banatski Dvor. Tego samego dnia Rosja i Węgry porozumiały się w sprawie utworzenia wspólnej firmy mającej zająć się budową i obsługą węgierskiego odcinka gazociągu.
29 kwietnia 2008 roku Rosja i Grecja podpisały międzyrządowe porozumienie na temat kooperacji w sprawie konstrukcji i obsługi greckiego odcinka Gazociągu Południowego.
25 lipca 2008 roku porozumienie zostało ratyfikowane przez bułgarski parlament.
15 maja 2009 roku w Soczi w obecności ówczesnego premiera Rosji Władimira Putina oraz byłego premiera Włoch Silvia Berlusconiego rosyjski, włoski, bułgarski, serbski oraz grecki koncern gazowy podpisały umowę w sprawie budowy Gazociągu Południowego.
6 sierpnia 2009 roku ówczesny premier Rosji Władimir Putin wraz z premierem Turcji Recep Tayyip Erdoğanem podpisali w obecności ówczesnego premiera Włoch Silvia Berlusconiego protokół zezwalający na przeprowadzenie Gazociągu Południowego przez tureckie wody terytorialne.
14 listopada 2009 roku po rozmowach przeprowadzonych przez premiera Słowenii Boruta Pahora i Władimira Putina, rosyjski minister energetyki Sergei Shmatko oraz słoweński minister gospodarki Matej Lahovnik podpisali w Moskwie porozumienie dot. budowy części Gazociągu Południowego przez Słowenię do Północnych Włoch.
17 listopada 2009 roku rosyjski Gazprom oraz serbski Srbijagas zgodnie ze wcześniejszym porozumieniem z 2008 r. pomiędzy tymi krajami oficjalnie utworzyli w Bernie w Szwajcarii spółkę South Stream Serbia AG. Firma jest odpowiedzialna za projekt, finansowanie, konstrukcję i obsługę serbskiego odcinka gazociągu.
2 marca 2010 roku rosyjski minister energetyki Sergei Shmatko i chorwacki minister gospodarki, pracy i przedsiębiorczości Djuro Popijac w obecności ówczesnego premiera Rosji Władimira Putina oraz byłej premier Chorwacji Jadranka Kosor podpisali porozumienie o poprowadzeniu Gazociągu Północnego przez Chorwację.
19 lipca 2010 Gazprom, Eni oraz Électricité de France opublikowały wspólne obwieszczenie prasowe potwierdzające, że EDF weźmie udział w projekcie.
21 marca 2011 roku Słowenia i Rosja podpisały umowę w sprawie utworzenia wspólnej spółki South Stream Slovenia.
16 września 2011 roku podpisano porozumienie akcjonariuszy pomiędzy Gazpromem, Eni, Électricité de France oraz Wintershall dotyczące utworzenia firmy South Stream Transport AG, mającej zająć się czarnomorskim odcinkiem Gazociągu Północnego. Firma została zarejestrowana 3 października 2011 roku w Zug w Szwajcarii.
28 grudnia 2011 roku Turcja wydała zezwolenie na przeprowadzenie nitki gazociągu przez tureckie wody terytorialne
2 listopada 2012 roku podpisano ostateczną decyzję inwestycyjną dla serbskiego odcinka, dla słoweńskiego odcinka 13 listopada 2012, a dla bułgarskiego odcinka 15 listopada 2012 roku. 15 listopada 2012 roku udziałowcy South Stream Transport AG podpisali wiążącą decyzję inwestycyjną dla czarnomorskiej części gazociągu.
7 grudnia 2012 roku odbyła się ceremonia otwarcia budowy w rosyjskiej stacji kompresorowej niedaleko Anapa.
25 lipca 2013 roku wicepremier Republiki Macedonii Zoran Stavreski podpisał porozumienie w sprawie poprowadzenia odcinka Gazociągu Południowego przez Macedonię.
W marcu i kwietniu 2014 roku umowy konstrukcji pierwszej i drugiej nitki czarnomorskiego odcinka zostały podpisane z Saipem oraz Allseas.
17 kwietnia 2014 roku w świetle prorosyjskiego konfliktu na Ukrainie Parlament Europejski przyjął niewiążącą rezolucję sprzeciwiającą się Gazociągowi Południowemu i rekomendującą poszukiwania alternatywnych dostawców gazu dla Unii Europejskiej.
29 kwietnia 2014 roku protokół w sprawie realizacji austriackiej części gazociągu został podpisany w Moskwie. Uruchomienie austriackiej sekcji gazociągu jest planowane na styczeń 2018 roku.
W kwietniu 2014 roku Rosja złożyła skargę do Światowej Organizacji Handlu przeciwko regulacjom rynku energetycznego Unii Europejskiej, które zostały uchwalone w 2009 roku, twierdząc iż naruszają one międzynarodowe przepisy. Regulacje te zabraniają dostawcom posiadania instalacji tranzytowych takich jak gazociągi, co zmusiłoby Gazprom do umożliwienia postronnym producentom gazu korzystania z Gazociągu Południowego.
W czerwcu 2014 roku Bułgaria tymczasowo zaprzestała prac nad gazociągiem w wyniku postępowania Komisji Europejskiej w sprawie naruszenia europejskich zasad uczciwej konkurencji w zamówieniach publicznych przez Bułgarię.
24 czerwca 2014 roku w dniu wizyty prezydenta Rosji Władimira Putina w Wiedniu zostało podpisane porozumienie pomiędzy austriackim koncernem energetycznym OMV i Gazpromem w sprawie konstrukcji austriackiej części gazociągu.
27 maja 2016, w trakcie wizyty w Grecji, prezydent Federacji Rosyjskiej informuje o braku decyzji w sprawie South Stream i faktycznym zamrożeniu projektu.